# A limine
A limine (latinsko s praga) je fraza, ki pomeni, da takoj, v celoti zavrniti, odreči, odbiti nekaj (predlog, ponudbo, pogodbo, ...).